# Trembleur
Trembleur (Trimbleu en való) és un nucli del municipi belga de Blegny a la província de Lieja a la regió valona. Es troba al marge del Bolland a una altitud de 159 sobre el nivell mitjà del mar.

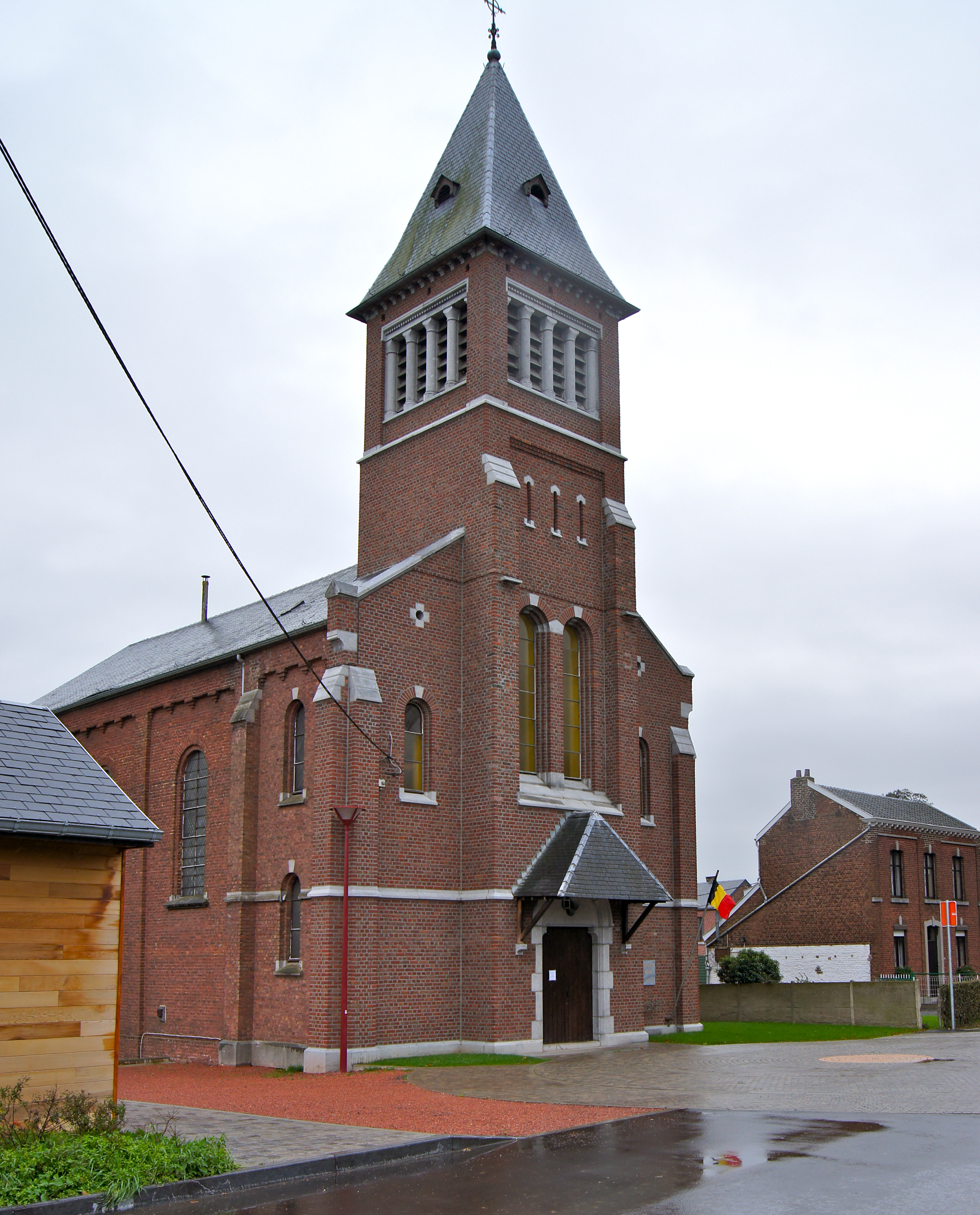
Església de Josep de Natzaret

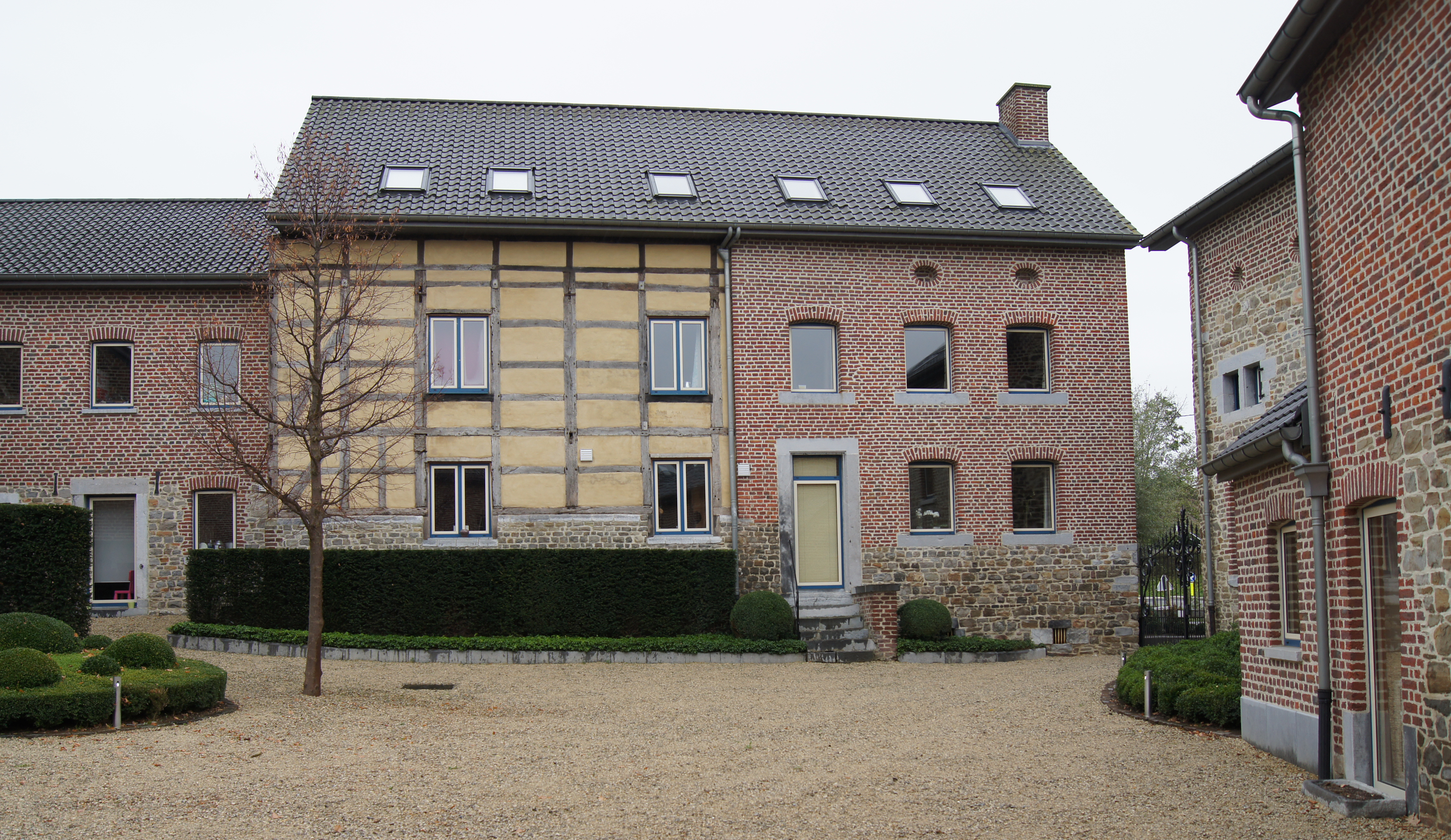
Cases renovades de maons i d'entramat de fusta a la cort d'una masia antiga

## Història
Trembleur era una senyoria del País de Dalhem. El comtat passà el 1244 al duc de Brabant. Des d'aleshores, el poble va seguir la sort de les Disset Províncies. L'abadia va començar l'explotació del carbó des del segle xv, com que a certs llocs, les capes de carbó apareixien al nivell del terra. El 1779 va crear-se la societat Charbonnages d'Argenteau-Trembleur, que va subsistir fins al 1980 quan la mina va ser tancada.
El 1661, després del Tractat de partició amb Castella queda un exclavament de la República de les Set Províncies Unides fins que al Tractat de Fontainebleau (1785) passà als Països Baixos austríacs durant el regne de Josep II del Sacre Imperi Romanogermànic. Després del Tractat de Fontainebleau de 1814 passà al Regne Unit dels Països Baixos i el 1830 a Bèlgica. El 1977 va fusionar-se amb Blegny.
Avui, el nucli és un dormitori per la gent de Visé i de Lieja.

## Esdeveniments i llocs d'interès
- Festa major (el cap de setmana del 15 d'agost)
- El museu Blegny-Mine, Patrimoni de la Humanitat[6]

## Galeria

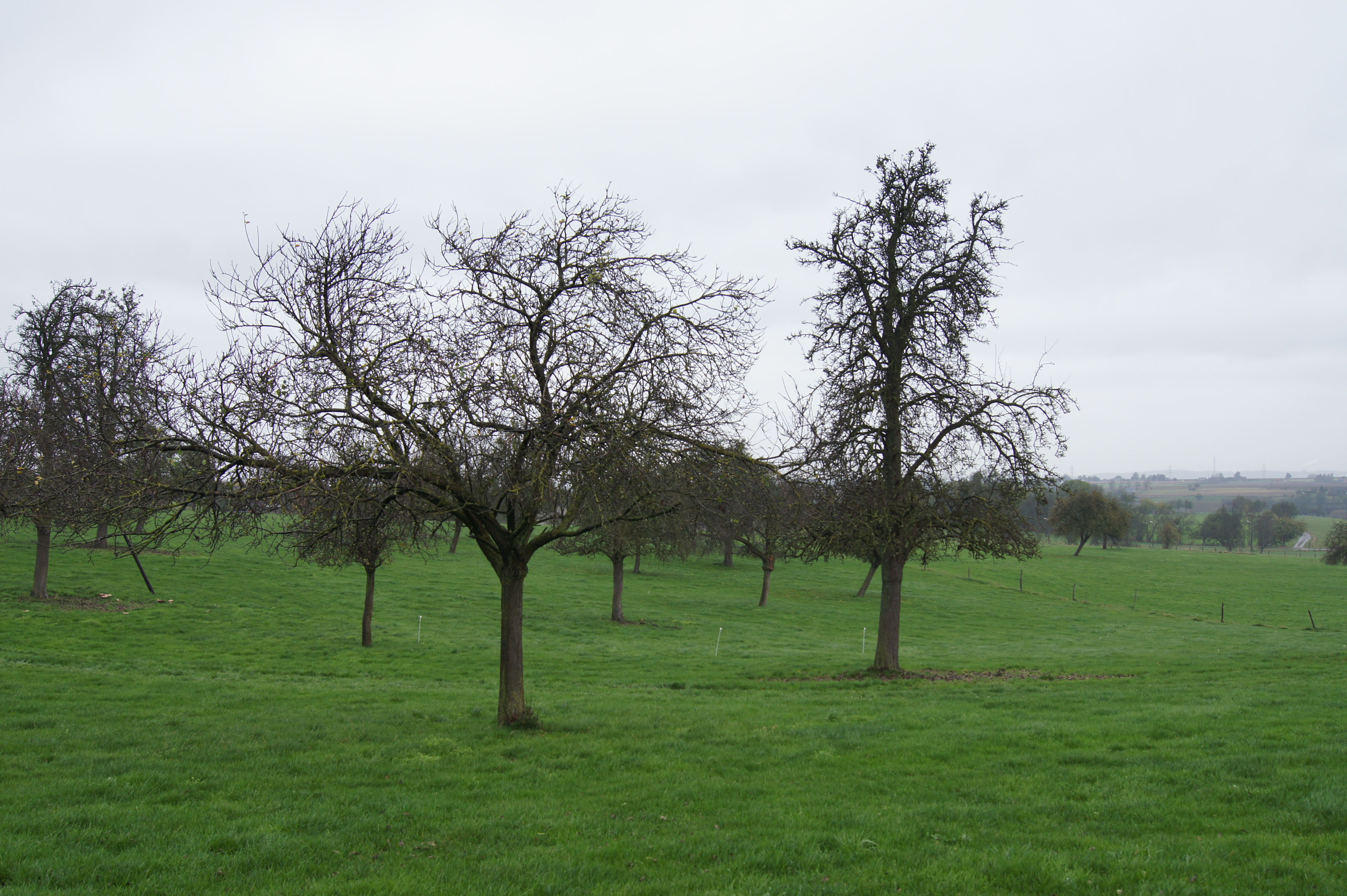
Verger de pomers de tija alta a la vall del Richelette, un afluent del Bolland entre Trembleur i Feneur
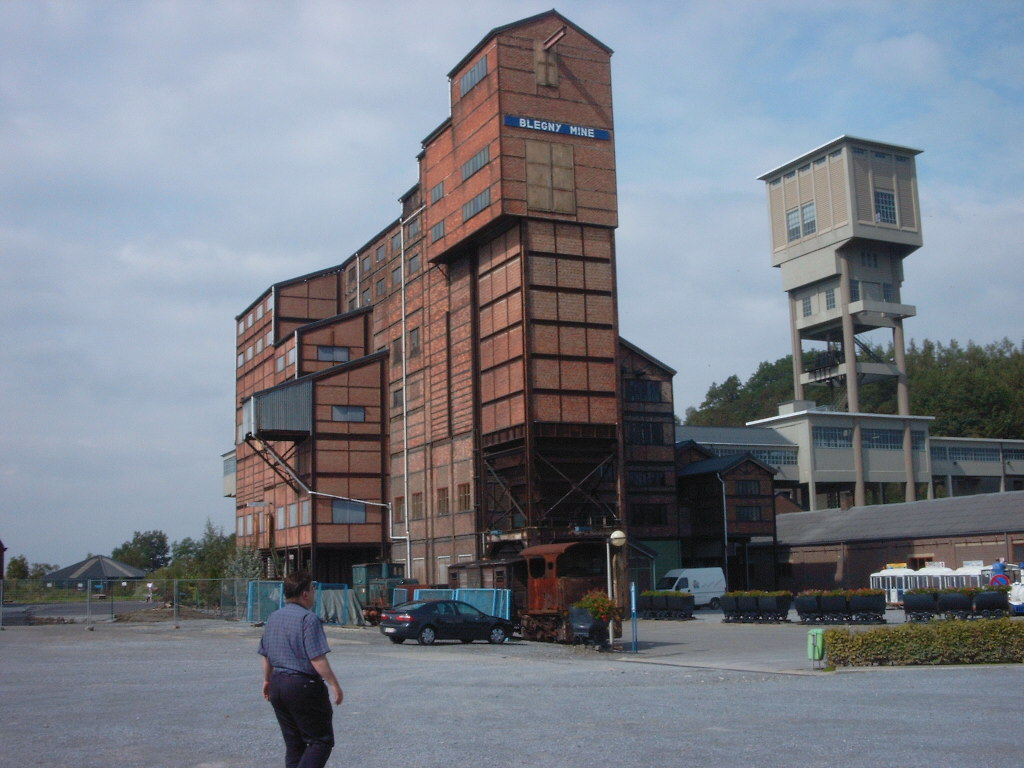
La mina de carbó
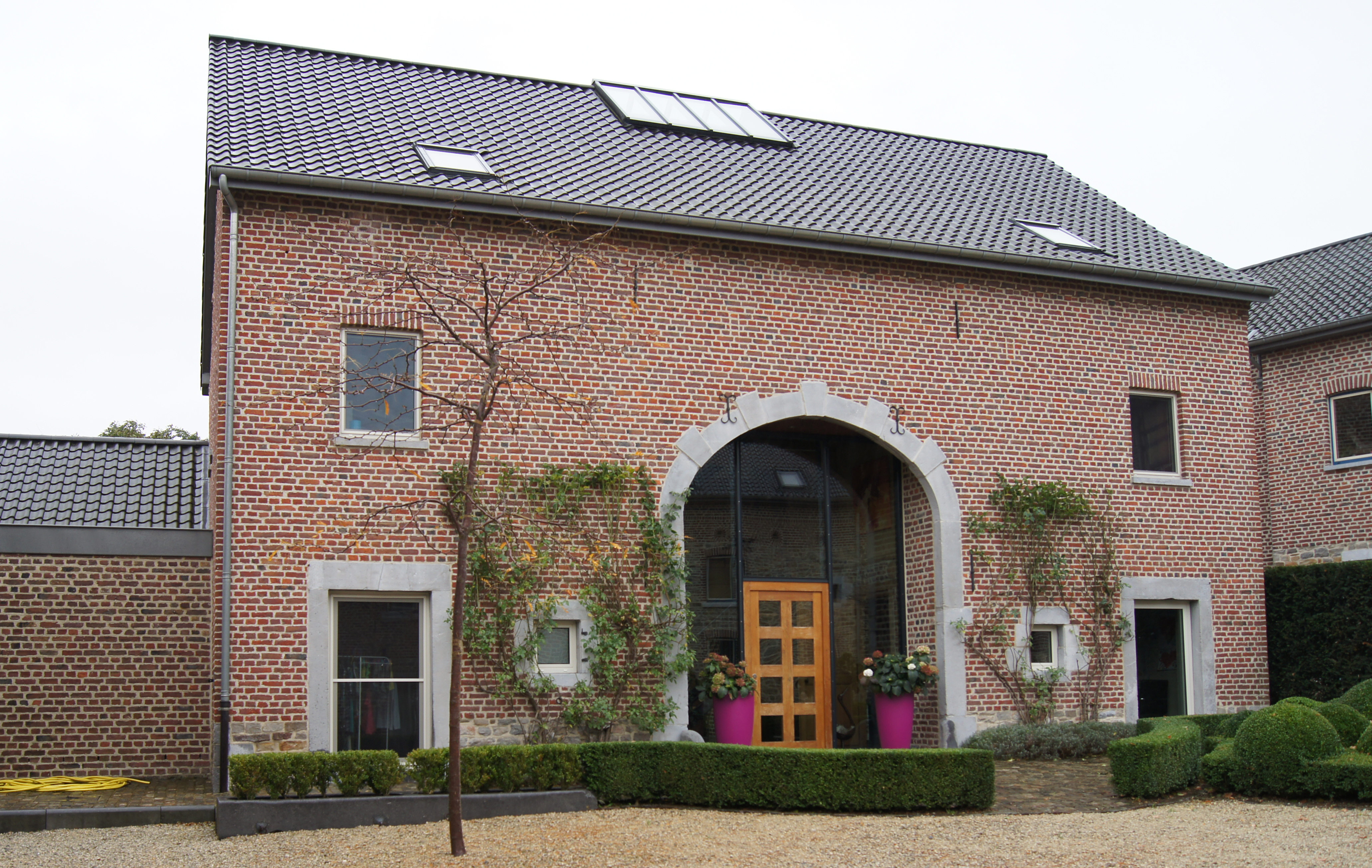
Antic graner transformat en habitació